# Institut supérieur d'informatique (Tunisie)
Pour les articles homonymes, voir ISI.
L'Institut supérieur d'informatique (arabe : المعهد العالي للإعلامية) ou ISI est une école supérieure située à l'Ariana et rattachée à l'université de Tunis - El Manar. Elle est créée par le décret du 14 août 2001.

## Départements
L'ISI compte quatre départements :
- Ingénierie de développement du logiciel ;
- Ingénierie et développement des infrastructures et des services de communication ;
- Génie électrique et informatique industrielle ;
- Mathématiques appliquées.

## Formations
L'institut offre les formations suivantes :
- Licence en informatique ;
- Formation d'ingénieurs en informatique ;
- Master professionnel en informatique « Sécurité des systèmes informatiques communicants et embarqués » ;
- Master professionnel en informatique « logiciels libres » avec l'université virtuelle de Tunis ;
- Master de recherche en informatique.